# Laurent d'Abbadie
Pour les articles homonymes, voir Abbadie.
Laurent d'Abbadie d'Ithorots est un homme politique français né le 28 octobre 1776 à Pau, et mort le 2 août 1851 à Aroue-Ithorots-Olhaïby.

## Biographie
Fils de Jean d'Abbadie d'Ithorrotz, baron de Saint-Loup et seigneur de Bizanos, conseiller du roi en tous ses conseils, président à mortier au Parlement de Navarre, et neveu de Laurent Lafaurie de Monbadon, il prend part aux guerres de Vendée et hérite du château de Saint-Loup-sur-Thouet. 
Il devient conseiller général en 1815 et député des Deux-Sèvres de 1824 à 1827, siégeant à droite. 
Il participe à la tentative de retour de la duchesse de Berry, en 1832.

## Décoration
- Chevalier de la Légion d'honneur (1825)[1]

## Pour approfondir